# Gòngil d'Erètria
Gòngil (Gongylus, Γογγύλος) fou un militar grec nascut a Erètria. A través de Gòngil el rei Pausànies va entrar en contacte amb Xerxes I de Pèrsia (477 aC). Pausànies li va donar el govern de Bizanci. Va deixar escapar als presoners perses que estaven a la ciutat i va fugir amb ells i es va presentar a Xerxes al que va oferir la possessió d'Esparta i Grècia a canvi del matrimoni amb una filla del rei. Xenofont va trobar a la seva vídua Hel·les que vivia a Pèrgam (399 aC). Amb l'ajut d'aquesta dama els grecs van atacar el castell d'Asidates, un noble persa de la zona. Gòngil va deixar dos fills: Gorgió (Gorgion) i Gòngil (Gongylus); aquest segon va ajudar a Xenofont acompanyat de Procle un descendent del rei Demarat. Aquestos fills apareixen després en possessió de Gambrium, Palaegambrium, Mirina i Grynium, que havien estat donades al seu pare per Xerxes com a premi per la seva traïció, però després les van entregar a Tibró i a les forces espartanes.